# Arturo Farías
Arturo Segundo Farías Barraza (Los Andes, 1 de septiembre de 1927-19 de octubre de 1992) fue un futbolista chileno. Llegó al fútbol profesional como delantero, pero sus características técnicas lo llevaron a jugar como defensa y mediocampista.
Con Colo-Colo logró los campeonatos de 1953 y 1956. Con la selección chilena participó de la Copa Mundial de Fútbol de 1950, del Campeonato Panamericano 1952 y del Campeonato Sudamericano 1953.

## Trayectoria
Sus inicios en su natal Los Andes fueron en el Deportivo Esmeralda de su barrio en la avenida Sarmiento. A los catorce años fue seleccionado de la Asociación Los Andes. En 1946 el seleccionado andino derrotó por 5-2 a Santiago Morning, con dos goles de Farías, que actuaba como interior derecho. Al mes siguiente, ya estaba en el fútbol profesional al incorporarse al plantel bohemio.
Debutó en Santiago Morning en 1947, y deambuló por diversos puestos de la delantera y de la línea media. En 1948 Colo-Colo, en medio de su participación en el Campeonato Sudamericano de Campeones, negoció con el cuadro recoletano la compra del puntero derecho Mario Castro. Debido a que el precio fijado fue considerado muy alto por un jugador, Santiago Morning ofreció como solución un segundo futbolista por el mismo precio, por lo que Arturo Farías llegó como interior derecho. Su debut, tres días después del traspaso, fue ante Vasco da Gama, y convirtió el gol del empate 1-1.
Debido a la lesión de Domingo Pino, actuó como back izquierdo. También se desempeñó como centro half. Luego del Mundial de 1950 se posicionó como defensa central.
El año 1958 emigró a Deportes La Serena, club en el cual jugó hasta 1960, su último año como futbolista activo y en el que se coronó campeón de Copa Chile.

## Selección nacional
Fue internacional con la selección de fútbol de Chile en un total de 24 encuentros entre 1950 y 1954. Debutó como back-wing en un amistoso contra Bolivia en La Paz. Iba como reserva de esa posición para la Copa Mundial de Fútbol de 1950, pero el entrenador Alberto Buccicardi lo ubicó como defensa central titular en los tres encuentros del campeonato. También participó del Campeonato Panamericano de Fútbol 1952, del Campeonato Sudamericano 1953 y de la clasificación para la Copa Mundial de Fútbol de 1954.

### Participaciones en Copas del Mundo
| Mundial              | Sede   | Resultado    | PJ | G |
| -------------------- | ------ | ------------ | -- | - |
| Copa Mundial de 1950 | Brasil | Primera fase | 3  | 0 |

### Participaciones en Campeonatos Panamericanos
| Panamericano                    | Sede  | Resultado  | PJ | G |
| ------------------------------- | ----- | ---------- | -- | - |
| Campeonato Panamericano de 1952 | Chile | Subcampeón | 5  | 0 |

### Participaciones en Campeonatos Sudamericanos
| Sudamericano                 | Sede  | Resultado    | PJ | G |
| ---------------------------- | ----- | ------------ | -- | - |
| Campeonato Sudamericano 1953 | Chile | Cuarto lugar | 6  | 0 |

## Clubes
| Club               | País  | Año       |
| ------------------ | ----- | --------- |
| Santiago Morning   | Chile | 1947      |
| Colo-Colo          | Chile | 1948-1957 |
| Deportes La Serena | Chile | 1958-1960 |

## Palmarés

### Campeonatos nacionales
| Título           | Club               | País  | Año  |
| ---------------- | ------------------ | ----- | ---- |
| Primera División | Colo-Colo          | Chile | 1953 |
| Primera División | Colo-Colo          | Chile | 1956 |
| Copa Chile       | Deportes La Serena | Chile | 1960 |